# تيم سورينسن
تيم سورينسن (10 فبراير 1992 في الدنمارك - ) هو لاعب كرة يد دانمركي.